# Tshangu
Het district Tshangu (Frans: district de la Tshangu) is een van de districten van de stadsprovincie Kinshasa in de Democratische Republiek Congo. Kinshasa is ingedeeld in vier districten, maar deze behoren zelf niet tot de bestuurlijke indeling met formele bevoegdheden. Het district is samengesteld uit gemeentes gelegen ten oosten van de hoofdstad. Het is veruit het grootste district van Kinshasa, maar ook het meest landelijke.
Het bestaat uit de gemeenten Kimbanseke, Maluku, Masina, Ndjili en Nsele. Het dankt zijn naam aan een van de zijrivieren van de Congo die zijn grondgebied doorkruist.
De Internationale Luchthaven N'djili ligt in dit district. Hier ligt ook de grootste gemeente van Kinshasa. Dit is de gemeente Maluku.
| \| De 4 districten en 24 gemeentes van Kinshasa \| |                   |  |
| District Lukunga District Funa District Mont-Amba District Tshangu Brazzaville Kongo Pool Malebo M'Bamou Baai van Ngaliema Gombe Barumbu Kin. Ling. K.-V. Ng.-Ng. Kal. Banda- lungwa Kintambo Ngaliema Selembao Bumbu Makala Ngaba Lemba Limete Matete Kisenso Masina Ndjili Kimbanseke Nsele Mont-Ngafula N. M.-N. Ns. Kim. Maluku |                   |  |
| afkortingen: stadscentrum: Kinshasa (Kin.), Kasa-Vubu (K.-V.), Lingwala (Ling.), Ngiri-Ngiri (Ng.-Ng.) provinciekaart: Ngaliema (N.), Mont-Ngafula (M.-N.), Kimbanseke (Kim.), Nsele (Ns.) |                   |  |
| De 4 districten en 24 gemeentes van Kinshasa | Vlag van Kinshasa |  |